# Srčna frekvenca
Srčna frekvenca ali frekvenca srčnega utripa je hitrost utripanja srca, merjena s številom skrčenj (utripov, kontrakcij) srca na minuto (utripov/min). Srčna frekvenca se lahko spreminja glede na potrebe telesa, vključno s povečano potrebo po vnosu kisika in izločanju ogljikovega dioksida. Običajno je enaka ali blizu pulzu, merjenemu na katerem koli perifernem mestu. Dejavnosti, ki lahko izzovejo spremembo srčne frekvence, vključujejo telesno dejavnost, spanje, tesnobo, stres, bolezen in zaužitje zdravil.
Po opredelitvi Ameriškega združenja za srce je normalna srčna frekvenca odraslega v mirovanju 60–100 utripov/min. Tahikardija pomeni pospešeno bitje srca ali zvišano srčno frevenco, opredeljeno z več kot 100 utripi/min. Bradikardija je počasno bitje srca, opredeljeno s frekvenco manj kot 60 utripov/min. Med spanjem je pogost počasen srčni utrip s frekvenco približno 40–50 utripov/min, kar je normalno. Kadar srce bije neredno, gre za aritmijo. Nepravilnosti srčne frekvence lahko pomenijo bolezen.